# Pottendorf
Pottendorf är en ort och kommun i Österrike. Den ligger i distriktet Baden i förbundslandet Niederösterreich, 35 km söder om huvudstaden Wien. 
Kommunen består av fyra orter (Ortschaften) (inom parentes invånarantal 1 januari 2024):
- Landegg (1 128)
- Pottendorf (4 980)
- Siegersdorf (723)
- Wampersdorf (850)